# John Scharp
Johan "John" August Scharp, född 4 januari 1867 i Stockholm, död 3 oktober 1928 i Lidingö församling, Stockholms län, var en svensk jordbrukare.
John Scharp var son till grosshandlaren Wilhelm Henrik Scharp och bror till Wilhelm Scharp. Han studerade vid Tekniska högskolan 1885–1887 och genomgick Ultuna lantbruksinstitut 1892–1894. Han ägde 1897–1912 Berga gård i Västerhaninge socken, vilken egendom han gjorde känd för dess högklassiga rödbrokiga kreatursbesättning, förvaltade 1912–1916 Brandalsund i Ytterjärna socken, innehade 1917–1921 Nibble gård i samma socken och arrenderade 1921–1927 Stora Väsby i Hammarby socken. 1927 bosatte han sig på Lidingö. Scharp innehade ett stort antal uppdrag främst inom jordbruksnäringen. Han var ledamot av Stockholms läns landsting 1902–1909, vice ordförande i Stockholms läns hushållningssällskap 1918–1927, ledamot av sällskapets förvaltningsutskott 1908–1928 och dess ordförande 1927–1928, samt bland annat ordförande i Stockholms läns lantmannaförening från 1912 och i Stockholms läns skogsvårdsstyrelse från 1918 och ledamot av Sveriges allmänna lantbrukssällskap från dess stiftande 1917. Han blev 1912 ledamot av styrelsen för Veterinärinstitutet (senare Veterinärhögskolan), 1915 av Medicinalstyrelsens vetenskapliga råd och 1921 av Järnvägsrådet. Scharp var Sveriges representant vid världsmejerikongressen i Washington 1923. Han invaldes i Lantbruksakademien 1911 och erhöll Stockholms läns hushållningssällskaps guldmedalj 1920.